# تی‌وی‌آی اوکراین
تی‌وی‌آی اوکراین (اوکراینی: ТВі) شرکت دولتی رسانه‌ای اوکراینی است، که در سال ۲۰۰۸ تأسیس شد.